# Convención de Itu
La Convención de Itu fue la primera convención republicana de Brasil. Fue realizada el 18 de abril de 1873 en la ciudad paulista de Itu, en la residencia de Carlos Vasconcelos de Almeida Prado, con la presencia del entonces diputado Prudente de Morais y representantes republicanos de las clases tanto conservadora como liberal de varias ciudades paulistas.
La convención aprobó la creación de una asamblea de representantes republicanos que se reuniría en São Paulo. Una comisión designaría los asuntos del partido. Participaron 133 miembros, 78 de ellos cafeteros y 55 de otras profesiones, en representación de los republicanos de varias ciudades de São Paulo.
La asamblea, presidida por el agricultor ituano/indaiatubano João Tibiriçá Piratininga, se revistió de solemnidad y sus deliberaciones llamaron a una campaña liberal que culminaría con el establecimiento de un régimen republicano federativo. De allí surgiría el Partido Republicano Paulista, primer partido republicano verdaderamente organizado, que se aliaría más tarde con los futuros partidos republicanos fluminense y mineiro, así como con los militares y la Iglesia Católica, culminando en la Proclamación de la República de Brasil en 1889.
Algunos participantes ilustres fueron Américo Brasiliense de Almeida Melo, Bernardino José de Campos Júnior, Américo de Campos, Prudente de Moraes, Manuel Moraes Barros, entre otros.